# Félix Miranda Robredo
Félix Miranda Robredo (Burgos, 14 de junio de 1934) es un militar español, en la actualidad en situación de reserva.

## Biografía
Félix Miranda nació en el seno de una familia con ascendencia militar y en la que su progenitor alcanzó los entorchados de teniente general.
Ingresó en el Ejército el 1 de octubre de 1950, obteniendo el empleo de teniente de Infantería en 1955, el de capitán en 1963 y el de comandante en enero de 1975. En 1982 ascendió a teniente coronel y en 1985 a coronel. Fue promovido al generalato en febrero de 1989, ascendiendo a general de división en junio de 1992.
Cursó la licenciatura de Ciencias Económicas y complementó su formación militar obteniendo los diplomas de Estado Mayor del Ejército (1967) y de Estados Mayores Conjuntos.
Entre sus destinos profesionales destacan los vinculados a unidades operativas: Grupo de Fuerzas Regulares Indígenas "Tetuán" nº 1, Regimiento de Infantería "Soria" nº 9, Batallón Expedicionario de Ifni, Regimiento de Infantería "Tenerife" nº 49, Regimiento de Infantería "San Marcial" nº 7... En su condición de diplomado de Estado Mayor del Ejército, desempeñó destinos en la Escuela Superior del Ejército y en la Capitanía General de la VI Región Militar, siendo nombrado también jefe de Estado Mayor de la Región Militar Pirenaica Occidental (Burgos). Fue agregado militar en México, Honduras y Guatemala.
Como general de división, Félix Miranda estuvo al mando de la Jefatura Logística de la Región Militar Pirenaica Occidental, designación acompañada con el nombramiento de gobernador militar de La Coruña. Posteriormente fue nombrado comandante general de Ceuta, destino en el que se mantuvo hasta el 7 de julio de 1995, momento en el que asumió la dirección general del CESID, cargo que ocupó hasta marzo de 1996.